# Pandémie de Covid-19 en Macédoine du Nord
La pandémie de Covid-19 en Macédoine du Nord se propage à partir du 26 février 2020 lorsque le premier cas est confirmé à Skopje. À la date du 17 septembre 2022, le bilan est de 9 521 morts.
La propagation du virus en Macédoine du Nord est liée à la pandémie de Covid-19 en Italie puisque les tout premiers cas sont détectés sur des personnes qui revenaient d'Italie, où se trouve une diaspora macédonienne significative. Après un premier cas isolé détecté à Skopje, un foyer se développe dans l'ouest du pays, autour de Debar.
Le 10 mars 2020, le gouvernement prend les premières mesures pour éviter la propagation du virus : les rassemblements, événements sportifs et voyages vers les pays à risque sont interdits, et les établissements scolaires et universitaires sont fermés pour deux semaines. Le 13 mars, l'état d'urgence est proclamé dans les communes de Debar et Centar Župa, toutes deux mises en quarantaine. Les aéroports sont fermés le 16 mars, et les étrangers ne peuvent plus entrer dans le pays. L'état d'urgence est étendu au pays entier le 18 mars, ce qui est une première dans son histoire.

## Historique
Le tout premier ressortissant macédonien à être contaminé par le coronavirus est un membre d'équipage du paquebot Diamond Princess. Le cas est annoncé le 13 février, alors que le bateau se trouve dans le port de Yokohama au Japon. Bien que son cas soit bénin, il est transporté dans un hôpital de Yokohama. Deux autres Macédoniens font également partie de l'équipage, mais ils n'ont pas été contaminés.
Le 26 février, un premier cas est détecté sur le sol macédonien. Il s'agit d'une femme macédonienne qui revient d'Italie. Elle y rendait visite à sa famille, et elle y est restée pendant un mois. Bien qu'elle soit déjà malade depuis deux semaines, ses tests se sont révélés négatifs en Italie. Elle a cependant été conduite à l'hôpital dès son arrivée à Skopje, où le test s'est révélé cette fois positif.
Deux nouveaux cas sont dépistés le 6 mars à Debar, dans l'ouest du pays. Il s'agit d'un couple marié, âgé de 62 et 68 ans. Ils reviennent de Brescia en Italie. Ils sont rentrés en Macédoine du Nord en car, et ce dernier a aussi laissé des passagers à Skopje et Kumanovo. Le 9 mars, trois membres de la famille du couple sont également déclarés malades, ainsi que la directrice d'une clinique dermatologique de Skopje, qui revient de vacances au ski en Italie. Celle-ci n'a pas effectué de quarantaine à son retour de vacances, comme cela était pourtant recommandé, et le ministre de la santé annonce qu'elle était démise de ses fonctions le lendemain.
Le gouvernement annonce les premières mesures pour limiter la propagation du virus le 10 mars : interdiction des rassemblements de plus de mille personnes, les événements sportifs doivent se tenir sans public et les établissements scolaires et universitaires ferment pour deux semaines au moins. Les voyages vers les pays comptant un grand nombre de cas, comme l'Italie, la Chine, la Corée du Sud, la France et l'Allemagne, sont également interdits.
Quatre nouveaux cas de coronavirus sont détectés dans la région de Debar, et le 13 mars, le gouvernement décide de placer la commune de Debar ainsi que celle voisine de Centar Župa sous quarantaine. Les déplacements sont limités : l'entrée et la sortie des communes est interdite, et à l'intérieur, les déplacements sont limités. Les contrevenants s'exposent à des peines de prison. Deux postes frontaliers voisins sont fermés, tout comme la station de ski de Mavrovo. À cette date, la Macédoine du Nord compte 13 personnes atteintes, dont 11 sont de la région de Debar. La toute première patiente, de Skopje, est signalée comme étant guérie.
L'aéroport international de Skopje ainsi que tous les points d'entrée frontaliers sont fermés le 16 mars. Le 17 mars, le pays totalise 32 malades et cinq nouveaux cas, dont quatre à Debar. Le même jour, le gouvernement décide de reporter les élections législatives qui devaient se tenir en avril. L'état d'urgence est proclamé au niveau national le 18 mars, par le Président Stevo Pendarovski. Cet état d'urgence doit durer trente jours. L'Assemblée ayant été dissoute en prévision des élections législatives anticipées, la totalité des pouvoirs exécutifs et législatifs reviennent au gouvernement d'intérim dirigé par Oliver Spasovski. C'est la première fois que le pays est en état d'urgence depuis son indépendance.
Le 20 mars, la Macédoine du Nord compte 67 personnes infectées, et Skopje dépasse pour la première fois Debar en nombre de cas. Le premier décès lié au coronavirus est signalé le 22 mars à Kumanovo, il s'agit d'une femme de 57 ans. Le 30 mars, le pays demande l'aide internationale. Il compte 285 cas, et la ville de Skopje 164 à elle seule. Le 3 avril, le gouvernement décide un confinement total assorti d'un couvre-feu dans la commune de Kumanovo, en raison du nombre croissant de cas dans la région.
Le cap des 1 000 cas détectés est dépassé le 16 avril 2020. À cette date, le pays totalise 1 081 cas détectés depuis le début de la pandémie, dont 46 morts et 
121 personnes guéries. La capitale et plus grande ville, Skopje, a alors recensé 177 cas, mais le foyer le plus important se trouve à Kumanovo (306 cas). Un autre foyer émerge à Prilep (100 cas) tandis que le foyer de Debar est contenu (51 cas). 

## Statistiques
Graphiques établis à partir des données du ministère macédonien de la Santé.
| Cas confirmés de personnes atteintes de Covid-19 en Macédoine du Nord                                               | 0 |  |
| Lecture : le 14 avril 2020, en Macédoine du Nord, un total de 908 personnes (testées) étaient atteintes de Covid-19 |   |  |

| Nouveaux cas quotidiens de Covid-19 déclarés en Macédoine du Nord                                                             | 0 |  |
| Lecture : le 14 avril 2020, en Macédoine du Nord, 58 nouvelles personnes atteintes de Covid-19 ont été recensées à l'hôpital. |   |  |
| Décès attribués à la Covid-19 en Macédoine du Nord                                                                            |   |  |
| Lecture : entre le début du recensement et le 14 avril 2020, 44 personnes sont décédées d'une cause attribuée au Covid-19.    |   |  |
| Nouveaux décès attribués à la Covid-19 en Macédoine du Nord                                                                   |   |  |
| Lecture : le 14 avril 2020, six personnes sont décédées d'une cause attribuée au Covid-19.                                    |   |  |